# Efraïm (stam)

Stamgebieden in het Bijbelse Israël

De stam van Efraïm is in de Hebreeuwse Bijbel een van de twaalf stammen van het volk Israël. Het was tevens de meest dominante stam in het latere koninkrijk Israël.
De stam van Efraïm had als stamvader Efraïm, de jongere zoon van Jozef, broer van Manasse en kleinzoon van Jakob. 
Net zoals Efraïm en Manasse tijdens hun leven een hechte band met elkaar hadden, zo hadden ook hun nakomelingen een hechte band. De stammen van Efraïm en Manasse werden soms collectief het huis van Jozef genoemd. Tijdens de Exodus telde de stam van Efraïm 40.500 weerbare mannen (Numeri 1:33). Toen Mozes uit iedere stam één verspieder uitkoos om Kanaän te verkennen werd uit Efraïm Jozua, de zoon van Nun, uitgekozen (Numeri 13:8). 
Bij de verovering van Kanaän was een belangrijke rol weggelegd voor de stam van Efraïm, want Jozua was Mozes opgevolgd als leider van de Israëlieten nadat deze was gestorven. Na de verovering van Kanaän kreeg Efraïm een groot stuk land in het midden van het land toegewezen. Samen met de stammen van Manasse en Juda behoorde Efraïm tot de belangrijkste stammen van Israël. Binnen haar grondgebied lagen de belangrijkste plaatsen van het land. Zo lag Sichem, de plaats waar Jozua na de verovering het land onder de Israëlieten verdeelde, in het gebied van Efraïm. De stad zelf was echter aan de Levieten toegewezen. Ook de heilige plaatsen Betel en Silo, de stad waar het tabernakel en de Verbondsark waren gehuisvest, behoorden tot het stamgebied.
Na de dood van koning Salomo viel het Israëlitische koninkrijk in twee delen uiteen. Het zuiden, met de stammen Juda en Benjamin, bleef trouw aan Salomo's zoon Rechabeam. Het noorden, met de tien andere stammen, zwoer trouw aan de Efraïmiet Jerobeam die het koninkrijk Israël oprichtte. Rechabeam werd de eerste koning van Juda. Jerobeam vestigde zich in de stad Sichem, in het bergland van Efraïm (1 Koningen 12:25).
Toen Israël in 722 v.Chr. door de Assyriërs werd veroverd, werd de stam van Efraïm samen met de andere stammen in ballingschap weggevoerd. Het lot van deze stammen was onbekend en daarom zijn de stammen de geschiedenis ingegaan als 'de tien verloren stammen van Israël'. Zo worden de Samaritanen geacht uit de stammen van Efraïm en Manasse voort te komen. In het zuiden van India woont een joodse gemeenschap die claimt af te stammen van de stam van Efraïm.
Merkwaardig is dat Efraïm niet genoemd wordt in de opsomming van Openbaring 7:4-8. Wel worden Jozef en Manasse genoemd, alsof dat onafhankelijke stammen zijn.